# Philenora cataplex
Philenora cataplex là một loài bướm đêm thuộc phân họ Arctiinae, họ Erebidae.